# Alaa al-Dali
Alaa Aldin Yasin al-Dali (arabisch علاء الدين ياسين دالي, DMG ʿAlāʾ ad-Dīn Yāsīn Dālī; * 3. Januar 1997 in Hama) ist ein syrischer Fußballspieler.

## Karriere

### Verein
Alaa al-Dali entstammt der Jugend des Nawair SC, für den er auch seine ersten Schritte im Erwachsenenbereich bestritt. Anfang 2019 verließ er sein vom Bürgerkrieg betroffenes Heimatland und wechselte nach Katar zum Qatar SC. Dort kam er nicht zum Einsatz und wurde in den Irak an den Amanat Bagdad SC verliehen. 2019 kehrte er nach Syrien zurück, wo er für Tischrin auflief. 2020 wurde er mit dem Klub Landesmeister und gehörte hinter Torschützenkönig Mohammad al-Wakid zu den erfolgreichsten Torschützen, daraufhin nahm al-Arabi aus Kuwait ihn im Frühjahr 2021 unter Vertrag. Mit dem Klub gewann er den Titel in der Kuwaiti Premier League, war dabei jedoch nicht über die Rolle eines Ergänzungsspielers hinausgekommen. Anfang 2022 zog er daraufhin zum Ligakonkurrenten al-Shabab weiter.

### Nationalmannschaft
Alaa al-Dali durchlief verschiedene Juniorenauswahlen des syrischen Fußballverbandes. Mit der syrischen U-23-Auswahlmannschaft nahm er an der U-23-Asienmeisterschaft 2020 teil, bei der sie das Viertelfinale erreichte. Bis zum Ausscheiden gegen Australien durch eine 0:1-Niederlage war er genauso wie Mannschaftskamerad Abdalrahman Barakat als zweifacher Torschütze in Erscheinung getreten. Ab 2020 lief er auch für die A-Nationalmannschaft auf, im Rahmen der Qualifikation zur WM-Endrunde 2022 erzielte er beim 3:0-Auswärtserfolg beim Libanon am 24. März 2022 seinen ersten Länderspieltreffer.